# Secretariaat van het Centraal Comité van de Koreaanse Arbeiderspartij

Symbool van de Koreaanse Arbeiderspartij

Het Secretariaat van het Centraal Comité van de Koreaanse Arbeiderspartij (Koreaans: 조선로동당 중앙위원회 비서국), tussen 2016 en 2021 het Uitvoerend Beleidsbureau genoemd, is het hoogste administratieve orgaan van de Koreaanse Arbeiderspartij en wordt gekozen door het Centraal Comité. De leden van het Secretariaat (secretarissen) geven leiding aan de verschillende commissies en departementen van het Centraal Comité en telt momenteel (2021-) acht leden. De meeste secretarissen hebben ook zitting in het Presidium van het Politbureau en/of de Centrale Militaire Commissie. Het huidige, 8e Secretariaat, werd op 10 januari 2021 gekozen en wordt geleid door de secretaris-generaal van de Koreaanse Arbeiderspartij, Kim Jong-un.

## Secretarissen 8eSecretariaat van de Koreaanse Arbeiderspartij
| 8e Secretariaat van de Koreaanse Arbeiderspartij                       | 8e Secretariaat van de Koreaanse Arbeiderspartij | 8e Secretariaat van de Koreaanse Arbeiderspartij | 8e Secretariaat van de Koreaanse Arbeiderspartij |
| Secretaris                                                             | Lid sinds                                        |                                                  |                                                  |
| ---------------------------------------------------------------------- | ------------------------------------------------ | ------------------------------------------------ | ------------------------------------------------ |
| Kim Jong-un (PP)                                                       | 10 januari 2021                                  |                                                  |                                                  |
| Jo Yong-won (PP)                                                       | 10 januari 2021                                  |                                                  |                                                  |
| Ri Pyong-chol (PP)                                                     | 10 januari 2021                                  |                                                  |                                                  |
| Ri Il-hwan (P)                                                         | 10 januari 2021                                  |                                                  |                                                  |
| Pak Thae-song (P)                                                      | 10 januari 2021                                  |                                                  |                                                  |
| Jong Sang-hak (P)                                                      | 10 januari 2021                                  |                                                  |                                                  |
| Choe Sang-gon (P)                                                      | 10 januari 2021                                  |                                                  |                                                  |
| O Su-jong (P)                                                          | 10 januari 2021                                  |                                                  |                                                  |
| Kim Tu-il (P)                                                          | 10 januari 2021                                  |                                                  |                                                  |
| (PP) = Lid Presidium van het Politbureau (P) = Lid van het Politbureau |                                                  |                                                  |                                                  |

## Verwijzingen
Juche · Sŏn’gun ·
Congres (8e Congres) · Centraal Comité (8e Centraal Comité) · Secretariaat · Centrale Militaire Commissie · Centrale Controle Commissie · Politbureau (8e Politbureau) ·
Presidium van het Politbureau van de Koreaanse Arbeiderspartij (Leden) · Secretaris-generaal van de Koreaanse Arbeiderspartij (Lijst)